# Церковь Святой Параскевы (Усьце-Горлицке)
Церковь святой Параскевы (пол. Cerkiew św. Paraskewy) — грекокатолическая церковь, находящаяся в селе Усце-Горлицке, Горлицкий повят, Малопольское воеводство. Церковь находится на туристическом маршруте «Путь деревянной архитектуры».

## История
Первая церковь в Усце-Руске была построена в 1539 году. В то время жители села были православными. После Брестской унии община села перешла в грекокатолицизм. В 1786 году в селе была построена грекокатолический храм святой Параскевы. В 1938 году в церкви была нарисована полихромия.
После 1946 года, когда жители села, бывшие лемками, были переселены на западные территории Польши во время операции «Висла», храм был передан римско-католической общине. В 1956 году высланные лемки вернулись на родину и храм использовался с этого времени двумя католическими общинами. В 1997 году храм полностью перешёл во владение грекокатоликам.

## Описание
Церковь построена в характерном для западнолемковской архитектуры трёхкупольном стиле. Внутри храма сохранился иконостас XVIII века и настенная живопись, сделанная в 1938 году.

## Источник
- G. i Z. Malinowscy, E. i P. Marciniszyn, Ikony i cerkwie. Tajemnice łemkowskich świątyń, Carta Blanca, Warszawa 2009, ISBN 978-83-61444-15-2